# 伊薩庫

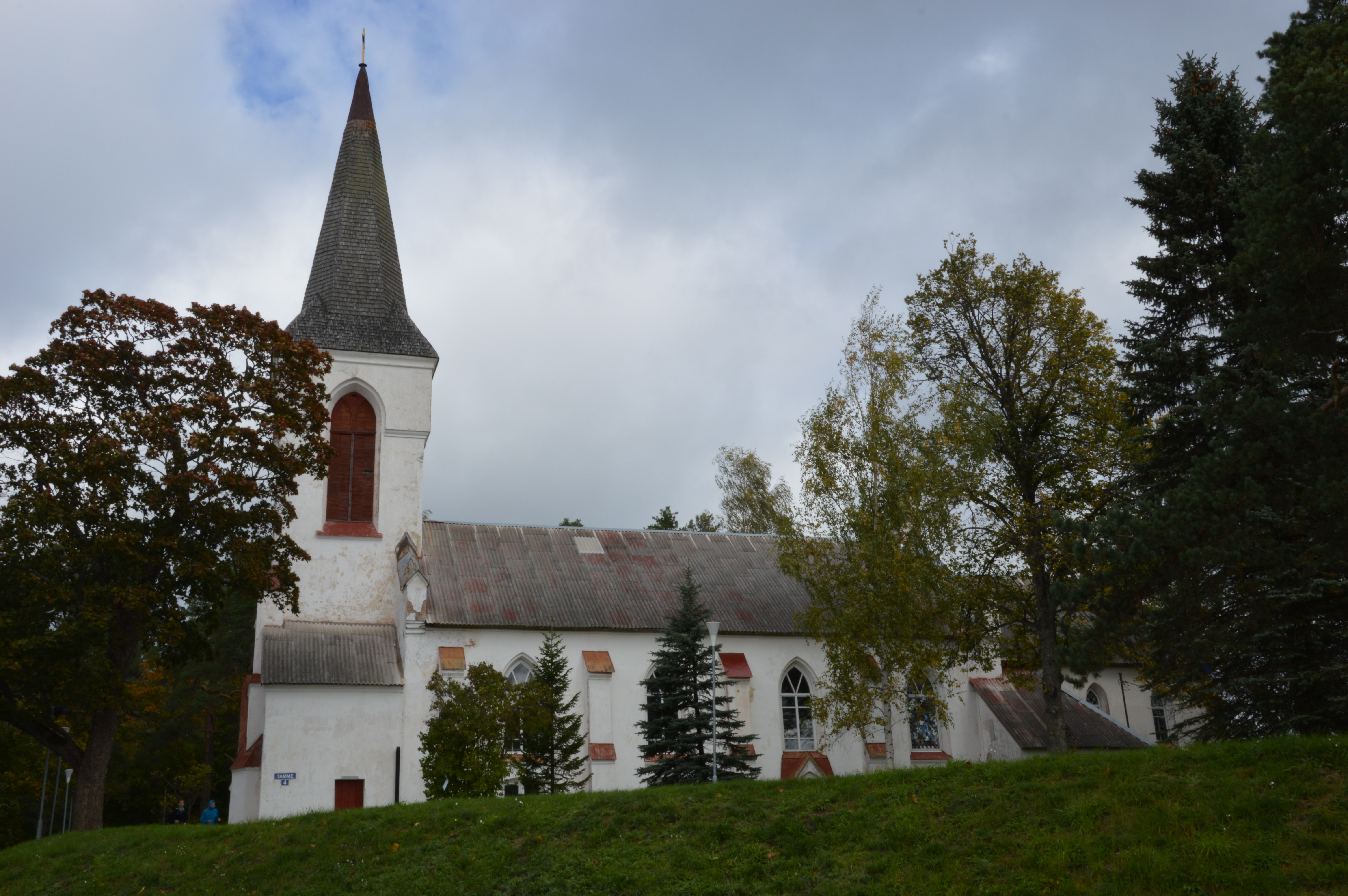
伊薩庫教堂

伊薩庫是愛沙尼亞東維魯縣阿卢塔古塞市镇内的小鎮及其行政中心，位於約赫維以南約30公里，鎮上有歷史博物館和在1894年建成的信義宗教堂，2009年人口847。
2017年爱沙尼亚行政改革之前，伊薩庫是原伊薩庫市镇的行政中心。